# 코야마 케이치로
코야마 케이치로(일본어: 小山 慶一郎 고야마 게이치로[*], 1984년 5월 1일~)는 일본의 가수, 배우, 캐스터이며, 남성 아이돌 그룹·NEWS의 리더이다. 카나가와 현 출신으로, STARTO ENTERTAINMENT 소속이다. 메이지 대학 문학부를 졸업하였다..

## 내력
자니스 주니어 때에는, B.A.D., K.K.Kity에 소속했다.
2003년 4월, 메이지 대학 문학부 사학 지리학과에 입학. 9월, NEWS의 멤버로 선택되어 싱글 〈NEWS일본〉으로 CD 데뷔.
2005년 4월부터, 라디오 프로그램 〈K짱 NEWS〉의 퍼스낼리티를 맡는다.
2006년 4월부터, KAT-TUN의 나카마루 유이치와 함께 음악 프로그램 《더 소년구락부》의 사회를 맡는다(2011년 3월말까지).
2007년 3월, 메이지 대학 문학부를 졸업. 모범 졸업생으로 뽑혔다.
2010년 3월부터, 뉴스 프로그램 《news every.》에 주 1회 레귤러 출연.
2014년 1월부터, 뉴스 프로그램 《news every.》에 4시대 메인 캐스터를 맡는다.
2024년 3월 13일, AAA의 우노 미사코와의 결혼을 발표했다.

## 인물
- 본가는 라면가게를 운영하고 있다. 애완동물은 고양이 〈냥타〉. 냥타를 키우기 전에는 〈론〉이란 이름의 고양이를 키웠다.
- 형제는 누나가 한 명.
- 같은 그룹의 멤버인 가토 시게아키와는 절친.
- 지망하던 고등학교에 합격하지 못해 힘들어할 때, 누나가 멋대로 이력서를 응모한 것이 쟈니즈 사무소에 들어가게 된 계기. 입소일은 2001년 1월 21일, 동기로는 요네무라 다이지로가 있다. 입소후에는 B.A.D., K.K.Kity를 거쳐, NEWS로 발탁된다. 가수로 데뷔할 수 없어도 좋을만큼 중요하게 생각해 매달렸던 수험이었음에도 불구하고, 메이지 대학 합격 며칠 후에 사장인 자니 기타가와에게 〈YOU 내일부터 NEWS〉라는 말을 듣고 데뷔했다(《하나마루 마켓》에서 발언).
- 사립 요코하마 하야토 고등학교에 입학했지만, 예능 활동 때문에 카나가와 현립 소부다이 고등학교로 전학해 졸업했다. 메이지 대학 문학부 사학지리학과를 모범 졸업생으로 졸업.
- NEWS의 멤버 컬러는  보라.
- 고소공포증이 있다.

## 출연

### 드라마
- 그녀가 죽어 버렸다.(2004년 1월 17일~3월 13일, 닛폰 TV) - 마쓰노키 요이치 역
- 극단 연기자. 〈언럭키 데이즈 ~나쓰메의 망상~〉(2004년 4월 14일~5월 12일, 후지 TV) - 사나다 역
- Ns'아오이(2006년 1월 10일~3월 21일, 후지 TV) - 기타자와 다케시 역
- 구로사기 제2화(2006년 4월 21일, TBS) - 타나베 사토시 역
- 신부는 액년!(2006년 7월 6일~9월 21일, TBS) - 아즈치 지로 역
- Ns'아오이 스페셜 사쿠라가와 병원 최악의 날(2006년 9월 26일, 후지 TV) - 기타자와 다케시 역
- 유한클럽 제6화(2007년 11월 20일, 닛폰 TV) - 카리호 유야 역
- 로스:타임:라이프 제2화(2008년 2월 9일, 후지 TV) - 주연·츠나미 코타 역
- 0호실의 손님 Fifth Story 〈맞서지 않는 남자〉(2009년 10월, 후지 TV) - 주연·오오야마 시게토 역
- 럭키 세븐(2012년 1월 16일~3월 19일, 후지 TV) - 도키타 고지로 역
- 스페셜 드라마 〈럭키 세븐〉(2013년 1월 3일, 후지 TV) - 도키타 고지로 역
- 24시간 TV 스페셜 드라마 〈먼눈의 요시노리 선생님~빛을 잃어버려 마음이 보였다~〉(2016년 8월 27일, 닛폰 TV) - 사카키 게이타 역

### 버라이어티 프로그램
- Ya-Ya-yah(2003년 1월 5일~2007년 10월 27일, TV 도쿄)
- 더 소년구락부(2000년 4월 9일~2011년 3월 24일, NHK 위성 제2텔레비전)
- Hi! Hey! Say!(2007년 11월 3일~2009년 9월 26일, TV 도쿄)
- 내일 사용할 수 있는 심리학! 텝판노트(2008년 4월 23일~9월 3일, MBS·TBS）
- 주혼(2009년 11월 12일~2010년 3월 26일, 닛폰 TV〔칸토 로컬〕)
- 일하는 보람이 있는 대백과~지금 잘 벌리는 외식 베스트 10~(2011년 1월 2일, TV 도쿄) - 캇빠 스시 게스트 점원
- 미래 시어터(2012년 4월 6일~2015년 3월 27일, 닛폰 TV)
- TV 도쿄 개국 50주년 특별 기획 〈도쿄 라이브 24시〉(2014년 4월 1일·8일, TV 도쿄)
- 도쿄 라이브 22시(2014년 10월~2015년 9월, TV 도쿄)
- 캬라오케 18번(2015년 4월 12일~9월 27일, 닛폰 TV)
- ~돌격! 처음 뵙겠습니다 버라이어티~이치겐 상(2015년 10월~2017년 3월 19일, TV 도쿄)
- NEWS한 2인(2016년 4월 22일~2021년 3월 27일, TBS)

### 보도 프로그램
- news every.(2010년 4월 1일~2018년, 닛폰 TV)
- 〈부흥 TV〉 모두의 힘 3.11(2012년 3월 11일, 닛폰 TV)
- 〈ZERO×선거 2014〉 제1부(2014년 12월 14일, 닛폰 TV)

### 무대
- SHOCK(2001년·2002년)
- 하이 스쿨 뮤지컬(2007년) - 주연·트로이 볼튼 역
- 로스:타임:라이프~진실에의 카운트다운~(2008년 3월 24일~4월 13일: 도쿄 글로브좌/4월 17일~19일: 오사카 후생연금 회관, 웰 시티 오사카 예술 홀) - 주연·츠나미 코타 역
- Call(2009년 1월 30일~2월 22일: 도쿄 글로브좌/2월 26일~3월 1일: 산케이홀 브리제) - 주연·야마자키 마키오 역
- 0호실의 손님~돌아온 남자~(2010년 11월 13일~12월 5일: 도쿄 글로브좌/12월 17일~12월 20일: 산케이홀 브리제) - 주연·오오야마 시게토 역
- 헬로, 굿바이(2012년 11월 5일~11월 25일: 도쿄 글로브좌/11월 30일~12월 3일: 모리노미야 필로티 홀) - 주연·쿠마가야 안고 역
- 그레이트 네이처(2015년 9월 12일~29일: 도쿄 글로브좌/10월 9일~11일:시어터 드라마 시티) - 주연

### 라디오
- K짱 NEWS(2005년 4월 4일~2024년 3월 26일, 분카 방송)

### CM
- Ultra Music Power 〈선배들〉 편(2007년 11월 12일~18일)

## 솔로곡
- EVERYBODY!
  - 《NEWSnowCONCERT》(2004년 12월 28일~2005년 1월 17일, 도쿄 국제 포럼 홀 A, 오사카 페스티발 홀)에서 공연.
- DANCIN'☆ TO ME
  - 《Nippon East to West Spring CONCERT 일본 횡단 소중한 사람에게》(2005년 3월 31일~5월 5일 오사카성 홀, 나고야 레인보우 홀, 홋카이도 종합 체육 센터, 후쿠오카 국제 센터, 요코하마 아레나에서 공연.
- ロメオ/로미오
  - 니시키도 료와의 듀엣곡. 2006년 겨울·봄 콘서트에서 공연.
- Love Addiction
  - 2006년 12월 3일 방송 《더 소년구락부》에서 첫 공연.
  - NEWS Concert Tour 2007 수록곡·DVD 수록곡.
  - 앨범 《NEWS BEST》 수록곡.
- 銀座ラプソディ/긴자 랩소디
  - 야마시타 토모히사와의 듀엣곡.
  - NEWS WINTER PARTY DIAMOND에서 공연. DVD 수록곡.
- Uri Sarang/우리 사랑
  - NHK 《더 소년구락부》에서 공연.
  - 한국어 가사가 포함된 노래.
  - 앨범 《NEWS BEST》 수록곡.
- 言いたいだけ/말하고 싶은 것 뿐
  - 카토 시게아키와의 듀엣곡(〈LIVE! LIVE! LIVE! NEWS　DOME PARTY 2010〉발표곡). ※작곡(작사: 코야시게)
- Private Hearts
  - 앨범 《NEWS BEST》 수록곡.
- Starry
  - 싱글 〈챵카파나〉 수록곡. ※작사
- Beautiful Rain
  - 앨범 《NEWS》 수록곡. ※작사(SHOW와 공동 작사)
- 愛のエレジー/사랑의 엘레지
  - 앨범 《QUARTETTO》 수록곡.
- ニャン太/얀타
- Going that way
- STAY ALIVE
- Refrain
- ミカエリビジン/뒤돌아보는 미인